# 科隆博特
科隆博特（法語：Colombotte，法語發音：[kɔlɔ̃bɔt]）是法国上索恩省的一个市镇，属于沃苏勒区。

## 地理
科隆博特（47°39'44"N, 6°17'3"E）面积4.35 平方千米，位于法国勃艮第-弗朗什-孔泰大區上索恩省，该省份为法国东部内陆省份，北起顺时针与孚日省、贝尔福地区省、杜省、汝拉省、科多尔省和上马恩省接壤。
与科隆博特接壤的市镇（或旧市镇、城区）包括：卡尔穆捷、沙特努瓦、索村。

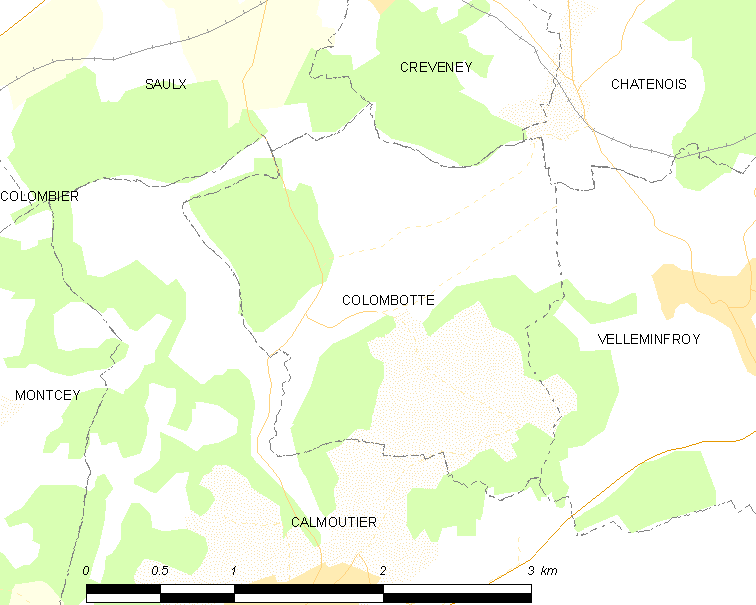
科隆博特的OSM定位图

科隆博特的时区为UTC+01:00、UTC+02:00（夏令时）。

## 行政
科隆博特的邮政编码为70240，INSEE市镇编码为70164。

## 政治
科隆博特所属的省级选区为维莱塞克塞勒县。

## 人口

1962-2008年间科隆博特人口变化图示

科隆博特于2022年1月1日时的人口数量为67人。